# 14613 Sanchez
14613 Sanchez este un asteroid din centura principală de asteroizi.

## Descriere
14613 Sanchez este un asteroid din centura principală de asteroizi. A fost descoperit pe 13 octombrie 1998 la Caussols, în cadrul proiectului ODAS. Asteroidul prezintă o orbită caracterizată de o semiaxă mare de 2,69 ua, o excentricitate de 0,23 și o înclinație de 1,8° în raport cu ecliptica.